# Jean-Claude Lhomme
Jean-Claude Lhomme est un footballeur français né le 30 septembre 1937 à Essert dans le Territoire de Belfort et mort le 18 mai 2000 à Besançon, qui évoluait au poste d'ailier.

## Biographie
Jean-Claude Lhomme rejoint le Football Club de Nantes en 1961, après avoir quitté l'ASP Belfort.
Il dispute avec le FC Nantes, 17 matchs en Division 2, inscrivant six buts. Il joue ensuite avec Cherbourg, 21 matchs en D2, pour trois buts.

## Palmarès
- Vice-champion de France de D2 en 1963 avec le FC Nantes